# Сідар-Крік (Аризона)
Сідар-Крік (англ. Cedar Creek) — переписна місцевість (CDP) в США, в окрузі Гіла штату Аризона. Населення — 372 особи (2020).

## Географія
Сідар-Крік розташований за координатами 33°53′29″ пн. ш. 110°11′45″ зх. д. / 33.89139° пн. ш. 110.19583° зх. д. (33.891399, -110.195707).  За даними Бюро перепису населення США в 2010 році переписна місцевість мала площу 44,12 км², з яких 44,12 км² — суходіл та 0,00 км² — водойми.

## Демографія
Згідно з переписом 2010 року, у переписній місцевості мешкало 318 осіб у 78 домогосподарствах у складі 67 родин. Густота населення становила 7 осіб/км².  Було 97 помешкань (2/км²).
Расовий склад населення:
| - 95,0 % — корінних американців - 3,5 % — білих |

До двох чи більше рас належало 1,3 %. Частка іспаномовних становила 2,8 % від усіх жителів.
За віковим діапазоном населення розподілялося таким чином: 40,6 % — особи молодші 18 років, 51,9 % — особи у віці 18—64 років, 7,5 % — особи у віці 65 років та старші. Медіана віку мешканця становила 26,5 року. На 100 осіб жіночої статі у переписній місцевості припадало 101,3 чоловіків;  на 100 жінок у віці від 18 років та старших — 89,0 чоловіків також старших 18 років.
Середній дохід на одне домашнє господарство  становив 34 373 долари США (медіана — 22 411), а середній дохід на одну сім'ю — 39 667 доларів (медіана — 28 750). Медіана доходів становила 25 938 доларів для чоловіків та 21 250 доларів для жінок. За межею бідності перебувало 52,9 % осіб, у тому числі 54,1 % дітей у віці до 18 років та 16,7 % осіб у віці 65 років та старших.
Цивільне працевлаштоване населення становило 102 особи. Основні галузі зайнятості: освіта, охорона здоров'я та соціальна допомога — 53,9 %, будівництво — 13,7 %, мистецтво, розваги та відпочинок — 12,7 %.